# Nguyễn Sỹ Ngọc
Nguyễn Sỹ Ngọc (sinh ngày 25 tháng 12 năm 1919 - mất ngày 6 tháng 4 năm 1990) là một họa sĩ người Việt Nam. Ông được truy tặng Giải thưởng Hồ Chí Minh về Văn học - Nghệ thuật vào năm 2000.

## Tiểu sử
Nguyễn Sỹ Ngọc quê ở Thanh Trì, Hà Nội. Từ năm 1939 đến năm 1944, ông theo học tại Trường Mỹ thuật Đông Dương Khóa XIII. Sau khi tốt nghiệp, ông tham gia Hội Văn hóa Cứu quốc từ những ngày đầu của cuộc Cách mạng tháng Tám năm 1945. Trong giai đoạn kháng chiến chống Pháp, Nguyễn Sỹ Ngọc tham gia Đoàn quân Nam tiến của Vệ quốc quân Việt Nam vào miền Nam Việt Nam để giúp quân dân miền Nam chống Pháp, ông phụ trách công việc ở Đoàn kịch Kháng chiến. Sau đó, ông công tác ở Xưởng họa Liên khu IV, và từ năm 1950 đến năm 1954, làm giảng viên ở Trường Mỹ thuật Việt Nam tại chiến khu Việt Bắc.
Sau ngày miền Bắc Việt Nam được giải phóng, Nguyễn Sỹ Ngọc làm giảng viên tại Trường Đại học Mỹ thuật Hà Nội từ năm 1955 đến năm 1965. Có tài liệu cho rằng trong thời kỳ giữa thập niên 1950, ông đã từng có hành động chống đối lại chính sách của Đảng Cộng sản Việt Nam về việc hạn chế quyền tự do phát biểu. Trong khoảng thời gian từ năm 1965 đến năm 1973, ông làm việc với trò họa sĩ của tổ sáng tác tại Hội Mỹ thuật Việt Nam. Sau đó, ông chuyển sang làm họa sĩ cho báo Văn nghệ. Từ năm 1957, Nguyễn Sỹ Ngọc là hội viên ngành hội họa của Hội Mỹ thuật Việt Nam và là Ủy viên Ban chấp hành Hội Mỹ thuật Việt Nam khóa I từ năm 1957 đến năm 1983. Ông đảm nhiệm chức vụ Phó Tổng thư ký Hội Mỹ thuật Việt Nam từ năm 1957 đến năm 1958.

## Sáng tác
Nổi bật nhất trong các sáng tác của Nguyễn Sỹ Ngọc là các tác phẩm ông thực hiện trong giai đoạn kháng chiến chống Pháp cũng như thời kỳ ông sáng tác ở vùng than Quảng Ninh. Đây là những bức tranh sơn mài thể hiện hình tượng người lính Quân đội nhân dân Việt Nam, tình quân dân cũng như cảnh lao động sản xuất của công nhân ở vùng than. Những bức tranh của Nguyễn Sỹ Ngọc phóng khoáng, sống động trong đường nét và màu sắc, có sức truyền cảm mạnh mẽ.
Ngoài ra, ông còn làm công việc vẽ tranh minh họa cũng như tham gia viết bài về đề tài Mỹ thuật cho báo Văn nghệ.

### Các tác phẩm
- Tình quân dân hay Cái bát (1949, sơn mài)
- Đổi ca (1962, sơn mài)
- Chiến dịch Điện Biên Phủ (1980, sơn mài)
- Một ngày mới lại bắt đầu (1982, sơn mài)

## Giải thưởng, danh hiệu

### Giải thưởng
Trong sự nghiệp sáng tác của mình, Nguyễn Sỹ Ngọc đã được tặng Giải thưởng Triển lãm Hội họa tại Việt Bắc vào năm 1951 cũng như Giải nhất Triển lãm Mĩ thuật Toàn quốc vào năm 1954. Đặc biệt, vào năm 2000, ông đã được truy tặng Giải thưởng Hồ Chí Minh về Văn học - Nghệ thuật cho các tác phẩm: Tình quân dân hay Cái bát, Đổi ca, Chiến dịch Điện Biên Phủ và Một ngày mới lại bắt đầu.

### Danh hiệu
Nguyễn Sỹ Ngọc đã được Nhà nước Việt Nam tặng thưởng Huân chương Độc lập hạng ba, Huân chương Lao động hạng ba, Huân chương Kháng chiến chống Mỹ hạng nhất. Ngoài ra, ông còn được trao tặng Huy chương Vì sự nghiệp Văn học Nghệ thuật Việt Nam và Huy chương Vì sự nghiệp Mĩ thuật Việt Nam.